# Euproctoides miniata
Euproctoides miniata är en fjärilsart som beskrevs av George Thomas Bethune-Baker 1911. Euproctoides miniata ingår i släktet Euproctoides och familjen tofsspinnare. Inga underarter finns listade i Catalogue of Life.